# Hậu Tam Quốc
Hậu Tam Quốc Triều Tiên (892–936) bao gồm Tân La, Hậu Bách Tế, Hậu Cao Câu Ly (về sau bị Cao Ly thay thế) và Tân La. Hai quốc gia sau tự tuyên bố là thực thể thừa kế hai quốc gia tương ứng trong Tam Quốc Triều Tiên đã bị Tân La thôn tính trước đó. Thời kỳ này phát sinh sau những bất ổn trên quy mô toàn quốc dưới triều đại của Chân Thánh nữ vương (Jinseong), và thường dùng để chỉ thời kỳ từ khi Chân Huyên (Gyeon Hwon) lập nên Hậu Bách Tế đến khi Cao Ly thống nhất bán đảo.

## Bối cảnh
Trong thế kỷ 9 và 10, Tân La Thống nhất đã bị rung chuyển bởi các vấn đề phát sinh từ sự lệ thuộc vào "chế độ cốt phẩm", một hệ thống tầng lớp cứng nhắc mà theo đó chỉ có những người xuất thân quý tộc mới có thể được bổ nhiệm vào vị trí cấp cao. Hệ thống này đã bị lạm dụng như là một phương tiện để giúp hoàng tộc chiếm ưu thế chính trị và điều này đã gây nên nhiều bất ổn trong giai đoạn sau của Tân La. Tầng lớp quý tộc địa phương được gọi là hojok (hangul:호족, hanja: 豪族, "hào tộc"), tức là quý tộc cấp thôn hay lý trưởng, đã tăng cường quyền thế của mình trong thời kỳ này bằng cách tập hợp tư binh. Bất đồng được đào sâu thêm trong tầng lớp quý tộc sau cái chết của Huệ Cung Vương (Hyegong) khi diễn ra cuộc tranh đua kế vị ngai vàng và tranh giành quyền lực liên miên giữa các hào tộc. Không chỉ có bầu không khí chính trị nằm trong tình trạng hỗn độn, tài chính quốc gia của Tân La cũng rất thảm hại. Sưu thuế khó khăn mà lại không có sự phối hợp của quý tộc. Như một kết quả tất yếu, gánh nặng thuế lại đè lên vai người nông dân, dẫn đến cuộc nổi dậy năm 889, tức năm thứ 3 Chân Thánh nữ vương trị vì. Nhiều cuộc khởi nghĩa và nổi dậy đã xảy ra trong 100 năm sau.

## Hậu Bách Tế và Hậu Cao Câu Ly
Vào lúc Tân La bắt đầu sụp đổ, Chân Huyên (Gyeon Hwon), một tướng trước đây của Tân La, đã lãnh đạo quân nổi dậy chiếm đô phủ của Mujinju (hangul:무진주, hanja:武珍州, "Vũ Trân Châu") năm 892. Sau đó, ông đã chinh phục vùng tây nam và đến năm 900, Gyeon Hwon tuyên bố mình là vua của Hậu Bách Tế, một quốc gia hồi sinh danh tiếng của Bách Tế. Ông đặt kinh đô tại Wansanju (완산주, 完山州, Hoàn Sơn Châu), tức Jeonju ngày nay, và tiếp tục mở rộng vương quốc.
Cung Duệ (Gung Ye) đến từ Tân La được tin là có xuất thân hoàng gia hoặc quý tộc. Ông là một nhà sư nhưng đã sớm tham gia các cuộc nổi dậy chính trị, và trở thành lãnh đạo của nhiều đội quân. Ông đã chiếm được nhiều đất đai và lập căn cứ tại Myeongju (명주, 溟州, Minh Châu), tức Gangneung ngày nay vào năm 895 với sự ủng hộ của các lãnh đạo bản địa, bao gồm cả Vương Kiến (Wanggeon). Năm 901, Cung Duệ thành lập Hậu Cao Câu Ly song đã sớm đổi tên thành Ma Chấn (Majin) vào năm 904, và dời đô về Cheorwon. Ông tiếp tục đổi tên vương quốc thành Thái Phong (Taebong) vào năm 911.

## Thống nhất hậu tam quốc
Mặc dù Hậu Bách Tế ban đầu là thế lực đi đầu về sức mạnh quốc gia nhờ vào các đồng bằng phì nhiêu và mối quan hệ bang giao với Trung Quốc, Hậu Cao Câu Ly về sau đã trở thành thế lực lớn nhất trong tam quốc và nhanh chóng mở rộng lãnh thổ của mình lên đến 3/4 bán đảo dưới quyền của Cung Duệ và tướng Vương Kiến. Tuy nhiên sau một thời gian, Cung Duệ tự gọi mình là Phật Di-lặc và trở nên chuyên quyền, điều này đã khiến ông bị Vương Kiến lật đổ vào năm 918. Vương Kiến lập nên một triều đại mới gọi là Cao Ly và dời đô về Songak (송악, 松嶽, Tùng Nhạc) vào năm sau, tạo ra ba tam hùng Cao Ly, Hậu Bách Tế và Tân La.
Ba vương quốc nằm trong một cuộc chiến quyền lực liên miên, mặc dù vào thời gian này Tân La đã suy yếu và trở nên thoái chí nên không còn là mối đe dọa lớn cho hai nước còn lại. Hậu Bách Tế tấn công lại gần song Vương Kiến của Cao Ly lại đặt trong tâm vào ngoại giao với Tân La. Xung đột giữa Hậu Bách Tế và Cao Ly diễn ra liên miên gần lãnh thổ Tân La, cả hai nước đều muốn thi hành quyền lực của mình đối với khu vực. Hậu Bách Tế tấn công Gyeongju (Khánh Châu), kinh đô Tân La vào năm 927 và triệt hạ quân đội Cao Ly. Goryeo trả dũa bằng chiến thắng trong trận chiến ở Gochang năm 930 và lấy lại lãnh thổ Woongjin năm 934.
Năm 935, Kính Thuận Vương (Gyeongsun) của một nước Tân La rất suy yếu đã đầu hàng Cao Ly. Vào lúc này, cuộc chiến bên trong Hậu Bách Tế đã làm suy yếu đất nước này cùng với sự mệt mỏi sẵn có từ chiến tranh. Chân Huyên (Gyeon Hwon) trao ngai vàng cho người con trai út là Kim Cương (Geumgang), nhưng những người con trai khác (do người vợ trước sinh) đã tập hợp lại và nổi loạn, đưa con trai cả của Chân Huyên là Thần Kiếm (Singeom) lên ngai vàng và giam cầm Chân Huyên tại to Geumsansa (Kim Sơn tự). Chân Huyên về sau trốn thoát đến Cao Ly và gia nhập lực lượng quân đội của Vương Kiến để chống lại quốc gia mình đã thành lập. Hậu Bách Tế thất thủ trước Cao Ly vào năm 936 và bán đảo được tái thống nhất.

## Bản đồ

Tân La, Hậu Bách Tế, Hậu Cao Câu Ly và Hậu Sa Bheor(ko:후사벌, Bak Eon-Chang, 917-929, Yellow)Tân La, Hậu Bách Tế, Hậu Cao Câu Ly và Hậu Sa Bheor(ko:후사벌, Bak Eon-Chang, 917-929, Yellow)